# 飯南町立赤来中学校
飯南町立赤来中学校（いいなんちょうりつ あかぎちゅうがっこう）は、島根県飯石郡飯南町下赤名にある公立中学校。

## 校区
- 校区は、赤名小学校、来島小学校の通学区域となっている[2]。

## 沿革
- 1971年（昭和46年）4月 - 赤名中学校・来島中学校の名目統合となる。赤来町立赤来中学校。
- 2005年（平成17年）1月 - 頓原町と赤来町の合併に伴い、飯南町立赤来中学校に改称

## 部活動

### 体育部
- バレーボール部（女）
- 野球部 (男)
- 卓球部 (女)

### 文化部
- 吹奏楽部